# 薩爾姆薩本河
薩爾姆薩本河（俄语：Сармсабун），是俄羅斯的河流，位於該國中部漢特-曼西自治區，該河流屬於薩本河的支流，河道全長246公里，流域面積3,530平方公里。